# ヘスス・ベロカル
ヘスス・ベロカル・カンポス（西: Jesús Berrocal Campos、1988年2月5日 - ）は、スペイン・アンダルシア州コルドバ県コルドバ出身のサッカー選手。ポジションはFW。

## 来歴
2009年1月、レアル・マドリードからラシン・サンタンデールにローン移籍した。同3月1日のCAオサスナ戦でプリメーラ・ディビシオンデビューを果たすと、8日のデポルティーボ・ラ・コルーニャ戦で初得点を記録した。2008-09シーズンは22日のバレンシアCF戦にも出場し、3試合1得点の成績を残した。
2009年8月、セグンダ・ディビシオンBグループ4所属のグラナダCFに移籍した。グラナダはセグンダBグループ4で優勝した。
2010年7月、セグンダBグループ4所属のADセウタに加入した。2010-11シーズンは主に途中出場で23試合2得点だった。コパ・デル・レイではFCバルセロナ戦に出場した。
2011年7月、セグンダBグループ4所属のCD San Roque de Lepeに加入した。2011-12シーズンは21試合に先発出場し、8得点を決める活躍をした。2012年1月、セグンダ・ディビシオン所属のレクレアティーボ・ウェルバに移籍した。2011-12シーズンは19試合8得点の成績を残した。2月25日のエルチェCF戦で移籍後初得点を含む2得点を決めると、4月7日のCDグアダラハラ戦ではハットトリックを達成した。
2012-13シーズンはベンチスタートが多く、32試合2得点にとどまった。第32節のビジャレアルCF戦、第33節のFCバルセロナB戦で2試合連続ゴールを決めた。
2013年7月、タイ・プレミアリーグ所属のブリーラム・ユナイテッドFCに移籍した。7月7日に行われたプレミアリーグ第18節スパンブリーFC戦で初出場初得点を記録した。ブリーラム・ユナイテッドはプレミアリーグ2013で優勝した。AFCチャンピオンズリーグ2013は8月21日の準々決勝エステグラルFC戦に先発フル出場した。
2014年1月、セグンダ所属のSDポンフェラディーナに加入した。

## 代表
2006年10月11日、U-19サッカースペイン代表としてU-19サッカーオーストリア代表戦に途中出場し、代表初得点を記録した。2007年、U-19サッカースペイン代表はUEFA U-19欧州選手権で優勝した。ベロカルは4試合に出場した。

## 所属クラブ
ユース経歴
- 1996年 - 2002年  コルドバCF
- 2002年 - 2007年  RCDエスパニョール

シニア経歴
- 2007年 - 2009年  レアル・マドリードC
  - 2009年 → ラシン・サンタンデール B (loan)
  - 2009年 → ラシン・サンタンデール (loan)
- 2009年 - 2010年  グラナダCF
- 2010年 - 2011年  ADセウタ
- 2011年 - 2012年  CDサン・ロケ・デ・レペ
- 2012年 - 2013年  レクレアティーボ・ウェルバ
- 2013年  ブリーラム・ユナイテッドFC
- 2014年 - 2016年  SDポンフェラディーナ
- 2016年 - 2017年  エルクレスCF
- 2017年 - 2020年  ポンテベドラCF
- 2021年  ビジャルビアCF
- 2021年  ビベイロCF

## 代表歴
- 2006年 - 2007年  U-19サッカースペイン代表

## タイトル

### クラブ
グラナダCF
- セグンダ・ディビシオンB グループ4 優勝 (1) : 2009-10

ブリーラム・ユナイテッドFC
- タイ・プレミアリーグ 優勝 (1) : 2013
- タイFAカップ 優勝 (1) : 2013

### 代表
U-19サッカースペイン代表
- UEFA U-19欧州選手権 優勝 (1) : 2007